# Otokar Levaj
Otokar Levaj (Zagreb, 17. travnja 1943.) je hrvatski kazališni, televizijski i filmski glumac.

## Filmografija

### Televizijske uloge
- "Dnevnik velikog Perice" kao Eugen Fulir (2021.)
- "Ko te šiša" kao Djedica/Markoni (2017.; 2018.)
- "Crno-bijeli svijet" kao deda Rudi (2015. – 2019.)
- "Da sam ja netko" kao liječnik glumac (2015.)
- "Piratskattens Hemlighet" (na švedskom) kao birokrata (2014.)
- "Larin izbor" kao svećenik na Vuksanovom sprovodu (2012.)
- "Stipe u gostima" kao majstor (2012.)
- "Najbolje godine" kao biskup (2011.)
- "Dome slatki dome" kao matičar (2010.)
- "Dolina sunca" kao dr. Otto Čavar (2009. – 2010.)
- "Bračne vode" kao Željko Bekalo (2009.)
- "Mamutica" kao Hrvoje (2008.)
- "Zakon ljubavi" kao odvjetnik Antun (2008.)
- "Sve će biti dobro" kao Leo pl. Katić (2008.)
- "Odmori se, zaslužio si" kao Gnjusić/gost kod Bertija (2006.; 2008.)
- "Ponos Ratkajevih" kao svećenik (2007. – 2008.)
- "Luda kuća" kao Nikica Horvatek (2008.)
- "Naša mala klinika" kao pukovnik Prca (2007.)
- "Operacija Kajman" kao profesor (2007.)
- "Zauvijek susjedi" kao povjesničar Vranjicki (2007.)
- "Cimmer fraj" kao Ivan Gustav Donat (2007.)
- "Bibin svijet" kao gospodin Volarić (2007.)
- "Kazalište u kući" kao Mirko Šljašić (2007.)
- "Bitange i princeze" kao sudac Zvonimir Muffer (2007.)
- "Obični ljudi" kao svećenik (2007.)
- "Zabranjena ljubav" kao odvjetnik Gernstein (2005. – 2006.)
- "Ljubav u zaleđu" kao svećenik (2006.)
- "Žutokljunac" kao veterinar (2005.)
- "Veliki odmor" kao Oto Sinčić (2000.)
- "Naša kućica, naša slobodica" kao (1999.)
- "Ptice nebeske" (1989.)
- "Putovanje u Vučjak" kao Strelec (1986.)
- "Ne daj se, Floki" kao susjed Dragec (1985.)
- "Smogovci" kao Perin trener (1982. – 1986.)
- "Inspektor Vinko" (1985.)
- "Svjetionik" (1979.)

### Filmske uloge
- "Ti mene nosiš" kao liječnik glumac (2015.)
- "Lea i Darija" kao doktor Panac (2011.)
- "Fleke" kao taksist Ivica (2011.)
- "Neke druge priče" kao liječnik (2010.)
- "Jutro poslije" kao pripovjedač (2006.)
- "Zadnji dan kućnog ljubimca" (2005.)
- "Slučajna suputnica" kao Horvatiček (2004.)
- "Duga mračna noć" kao bolničar (2004.)
- "Posljednja volja" kao Walter "Gusti" (2001.)
- "Je li jasno, prijatelju?" kao advokat (2001.)
- "Kanjon opasnih igara" kao policajac Vice (1998.)
- "Treća žena" (1997.)
- "Gavrilo Princip – Smrt školarca" (1990.)
- "Orao" kao tajnik (1990.)
- "Čovjek koji je volio sprovode" (1989.)
- "The Princess Academy" kao Izzien otac (1987.)
- "Horvatov izbor" (1985.)
- "S.P.U.K." kao ličilac (1983.)
- "Sustanar" (1982.)
- "Poglavlje iz života Augusta Šenoe" (1981.)
- "Obustava u strojnoj" (1980.)
- "Judita" (1980.)
- "Liberanovi" (1979.)
- "Novinar" (1979.)
- "Kuća" kao Maks (1975.)
- "Teret dokaza" (1972.)
- "Ratnici i bosonogi" (1969.)

### Sinkronizacija
- "Neobična zubić vila" kao Morientes (2008.)
- "Jura bježi od kuće" kao štakor, kuhar, lovac na glave i srebrni mačak sa slijepim okom (2007.)
- "Kralj lavova 3: Hakuna Matata" kao Stric Max (2004.)
- "Bob Graditelj" kao Bob Graditelj (ranija sinkronizacija) (2000.)
- "Stuart Mali" kao dr. Breechwood, rođak Ivica i Riđi (1999.)
- "Tri praščića" kao Ždero, krtica, mačak, mesar, poštar roda, medo, pas i kokoš (1996.)
- "Spider-Man" kao J. Jonah Jameson (ranija sinkronizacija) (1996.)
- "Labuđa princeza" kao kornjača Brzi (1994.)

## Vanjske poveznice
- Otokar Levaj u internetskoj bazi filmova IMDb-u (engl.)
- Stranica na Film.hr  Arhivirana inačica izvorne stranice od 23. lipnja 2007. (Wayback Machine)